# Анатолий Тимошчук
Анатолий Александрович Тимошчук (на украински: Анато́лій Олекса́ндрович Тимощу́к) и (на руски: Анато́лий Алекса́ндрович Тимощу́к) е украински футболист, национал. Играе за Зенит Санкт Петербург. Един от най-добрите опорни халфове в Европа.

## Ранни години
Тимошчук започва кариерата си във Волин Луцк. Там играе 1 сезон, след което е купен от Шахтьор

## Фк Шахтьор Донецк
Тимошчук дебютира за Шахтьор, когато е само на 18 години. Той играе ключова роля за тима и печели 3 титли на Украйна. В края на 2006 към Анатолий има интерес от няколко отбор сред които: Ювентус, Фейенорд, Селтик и Рома.

## Зенит
На 27 февруари 2007 година, Тимошчук подписва със Зенит, като е купен от бившия си тим за 15 милиона евро. Скоро става и капитан на отбора. Той извежда Зенит до шампионската титла в Русия. Година по-късно печели и Купата на УЕФА, както и Суперкупата на Европа.

## Байерн
На 1 юли 2009, Тимошчук официално подписва с Байерн за 14 милиона евро. Дебютира за Баварците в контрола срещи Милан от турнира Ауди Къп.
През сезон 2010 – 2011 и сезон 2011 – 2012 Тимошчук постепенно се утвърждава в състава на Байерн и е титуляр под ръководството на Юп Хайнкес.
На 20 декември 2011 Тимошчук е избран за „Най-добър играч на Украйна“ за всички времена (от независимостта на Украйна през 1991 година насам) според анкета на украиснките фенове.
Тимошчук е избиран за Най-добър играч на годината в Украйна три пъти преди (2002, 2006 и 2007). Тимошчук има най-много мачове за Украйна от всеки друг украински национал – Анатолий е играл с националната фланелка 113 пъти.